# Meadow Park (Borehamwood)
Meadow Park er et stadion i Borehamwood, Hertfordshire, England. Det er hjemmebane for det engelske kvindefodboldhold Arsenal W.F.C., Boreham Wood F.C. og Arsenal F.C.s reservehold.